# تشارلز إي. بور
تشارلز إي. بور (بالإنجليزية: Charles E. Burr)‏ هو فارس أمريكي، ولد في 14 مايو 1934 في أركنساس سيتي في الولايات المتحدة، وتوفي في 16 سبتمبر 2008.